# St. Peter (Badenia-Wirtembergia)
St. Peter, Sankt Peter – miejscowość i gmina w Niemczech, w kraju związkowym Badenia-Wirtembergia, w rejencji Fryburg, w regionie Südlicher Oberrhein, w powiecie Breisgau-Hochschwarzwald, siedziba związku gmin St. Peter. Leży ok. 12 km na wschód od centrum Fryburga Bryzgowijskiego.

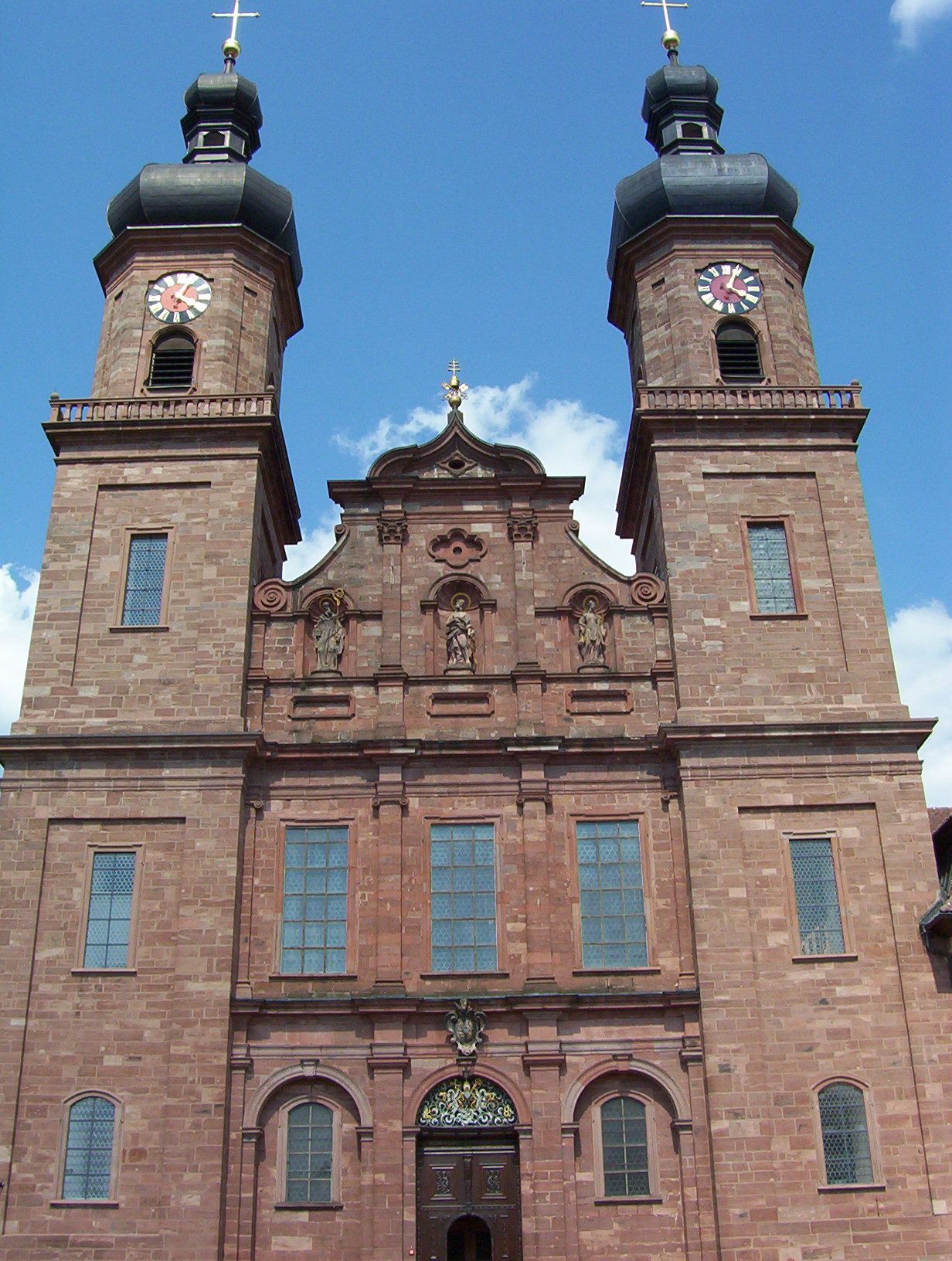
Fasada kościoła klasztornego

Miejscowość powstała wokół założonego w XI w. przez książąt Zähringen klasztoru św. Piotra w Schwarzwaldzie.

## Współpraca
Miejscowość partnerska:
- Schmölln-Putzkau, Saksonia